# Jean Peitrequin
 (septembre 2022).
Jean Peitrequin, né à Lausanne le 5 octobre 1902 et mort le 15 mars 1969, est un ingénieur civil, journaliste, écrivain et personnalité politique vaudoise.

## Biographie
Jean Peitrequin obtient un diplôme d'ingénieur civil après des études effectuées à l'école polytechnique fédérale de Lausanne. Membre du Parti radical-démocratique, il entame alors une carrière politique, devient conseiller communal, puis député au Grand Conseil (de 1935 à 1945) et syndic de Lausanne de 1950 à 1957. 
Il s'illustre essentiellement dans de courts textes humoristiques, des textes de revues montés en spectacle et plusieurs pièces de théâtre (roman policier) mises en onde pour la radio.
Fondateur de la Loterie romande, Jean Peitrequin est également homme de radio et de télévision, est en tant que tel membre de l'Association de la Presse suisse et du Pen-Club romand. 

## Sources
- « Jean Peitrequin », sur la base de données des personnalités vaudoises sur la plateforme « Patrinum » de la Bibliothèque cantonale et universitaire de Lausanne.
- Fabienne Abetel-Béguelin, « Jean Peitrequin » dans le Dictionnaire historique de la Suisse en ligne.
- Helvétia : livre d'or de la section vaudoise, 1847-2003, p. 418
- Écrivains suisses d'aujourd'hui, Berne, 1962, p. 137 sites mentionnés
- CultureEnJeu | Historique de la Loterie Romande